# Murina cyclotis
Murina cyclotis är en fladdermusart som beskrevs av George Edward Dobson 1872. Murina cyclotis ingår i släktet Murina och familjen läderlappar. IUCN kategoriserar arten globalt som livskraftig. Inga underarter finns listade i Catalogue of Life. Wilson & Reeder (2005) skiljer mellan tre underarter.

## Utseende
Denna fladdermus är med en absolut längd (inklusive svans) av 8 till 9 cm och en vikt av 9 till 12 g en av de större arterna i släktet Murina. Den har en vingspann av cirka 23 cm. Huvudet kännetecknas av små ögon, avrundade öron och rörformiga näsborrar. Pälsens färg varierar beroende på population. Hos en population är ovansidan rödbrun och undersidan ljusgrå med en brun skugga. Den andra populationen är mer gråaktig på ryggen med en röd skugga och likaså ljusgrå vid buken men den saknar den bruna skuggan. Flygmembranen är något genomskinlig.

## Utbredning och habitat
Arten förekommer med flera från varandra skilda populationer i södra och sydöstra Asien från Indien och Nepal till sydöstra Kina, Filippinerna, Borneo och Bali. Den lever i kulliga områden och i bergstrakter mellan 250 och 1500 meter över havet. Habitatet utgörs främst av skogar och trädodlingar.

## Ekologi
Individerna vilar gömda bland större blad eller i grottor. De bildar där flockar med 2 till 5 medlemmar. Fladdermusen jagar flygande insekter som nattfjärilar. Liksom andra medlemmar av samma släkte förvarar den sina byten i den del av flygmembranen som ligger mellan bakbenen. Murina cyclotis använder ekolokalisering under jakten. En upphittad hona var dräktig med två ungar.